# Уокър (окръг, Джорджия)
Окръг Уокър (на английски: Walker County) е окръг в щата Джорджия, Съединени американски щати. Площта му е 1158 km², а населението - 61 053 души (2000). Административен център е град ЛаФайет.